# حسين علي (لاعب كرة قدم عراقي)
حسين علي هو لاعب كرة قدم عراقي يلعب كمدافع لنادي هيرنفين في الدوري الهولندي الممتاز. ويلعب الان لصالح المنتخب العراقي.

## مسيرته الكروية
وُلد حسين في مالمو، السويد، وتدرّب في نادي مدينته مالمو. وفي أغسطس 2019، عندما كان عمره 17 عامًا، انضم إلى نادي أوربرو. اتخذ حسين هذا القرار بسبب المنافسة الشديدة في مالمو، معتقدًا أنه سيحظى بفرص أكبر في أوربرو. لعب أول مباراة احترافية له في بطولة الدوري ضد نادي نورشوبينغ في 21 سبتمبر 2019.
انضم حسين إلى نادي هيرنفين في 19 يوليو 2022 بعقد لمدة ثلاث سنوات.

## مسيرته الدولية
مثل حسين السويد على المستوى الدولي للشباب. وفي أغسطس 2023، توجه لتمثيل العراق، وتلقى أول استدعاء له إلى منتخب العراق للمشاركة في كأس ملك تايلاند 2023.
تم اختيار حسين ضمن قائمة مكونة من ستة وعشرين لاعبًا اختارهم المدرب خيسوس كاساس للمشاركة في كأس آسيا 2023.

## إحصائيات
آخر تحديث 19 تشرين الثاني 2024.
| منتخب العراق | منتخب العراق | منتخب العراق | منتخب العراق |
| العام        | المباريات    | الأهداف      |              |
| ------------ | ------------ | ------------ | ------------ |
| 2023         | 4            | 0            |              |
| 2024         | 14           | 1            |              |
| المجموع      | 18           | 1            |              |

### الاهداف الدولية مع المنتخب
نتيجة العراق مدرجة أولًا. يشير عمود الهدف إلى النتيجة بعد كل هدف سجله حسين.
|  | يشير إلى فوز العراق بالمباراة     |
|  | يشير إلى انتهاء المباراة بالتَّعادل |
|  | يشير إلى خسارة العراق في المباراة |

| #  | التاريخ        | المكان                  | الخصم  | الهدف | النتيجة | المسابقة          |
| -- | -------------- | ----------------------- | ------ | ----- | ------- | ----------------- |
| 1. | 11 حزيران 2024 | ملعب جذع النخلة، العراق | فيتنام | 1–0   | 3–1     | تصفيات كأس العالم |

## وصلات خارجية
- حسين علي على موقع اتحاد السويد (السويدية)
- حسين علي على موقع قاعدة بيانات كرة القدم.إي يو (الإنجليزية)
- حسين علي على موقع Soccerway.com (الإنجليزية)